# 極東委員会
極東委員会（きょくとういいんかい、英語: Far Eastern Commission）は、太平洋戦争に敗北した日本を連合国が占領管理するために設けられた、11カ国の代表からなる最高政策決定機関。強大な権限を有した連合国軍最高司令官総司令部（GHQ／SCAP）もその決定には従うものとされたが、調整が行われていた部分もある。

## 背景

### 三省間調整委員会（SWNCC）
アメリカ政府は国際連合の設立を提案したダンバートン・オークス会議及びモスクワ会議ののちの1944年12月19日、国務省・陸軍省・海軍省の三省間調整を任務とする国務・陸軍・海軍調整委員会（英: The State-War-Navy Coordinating Committee、略: SWNCC）を設置し、日本占領管理問題の検討を開始した。
1945年1月18日、チャーチル首相がイギリス下院で大日本帝国に対する無条件降伏要求の説明を行い、英国・米国・ソ連によるヤルタ会談が行われ、2月13日にはアメリカ国務省の部局間極東地域委員会が決定した基本方針により、国務省・陸・海両省がそれぞれに対日管理方式を起案し、SWNCC極東小委員会に提出。
4月12日にフランクリン・ルーズベルト大統領が死去したのち25日、サンフランシスコにおいて国際連合憲章作成会議が開催された。5月7日にナチス・ドイツが無条件降伏し、翌日8日、ハリー・S・トルーマン大統領が日本に対し無条件降伏を求める声明を発表し、6月1日には極東諮問委員会（略称FEAC）の設置と付託条項を承認した。なお、7月16日にはニューメキシコ州における原子爆弾の実験が成功し、広島及び長崎に原子爆弾が使用され、無条件降伏のポツダム宣言受諾と玉音放送により、日本は事実上アメリカ合衆国による単独占領下に置かれることになった。
8月18日、トルーマンはSWNCC採択の「日本の敗北後における本土占領軍の国家的構成」を承認した。一方で最高司令官となったダグラス・マッカーサーは8月29日、SWNCCから「降伏後に於ける米国の初期の対日方針」の通達を受けて同日に沖縄に上陸し、次いで30日に厚木に移動し、9月2日に降伏文書署名によるポツダム宣言の発効と共に帝国陸・海軍の解体を命令した。しかしながら後者の「対日方針」はまだ大統領承認を受けておらず、トルーマンが9月6日に事後承認したとき、マッカーサーには「連合国最高司令官の権限に関するマッカーサー元帥への通達」が送付されている。

### 極東諮問委員会（FEAC）
アメリカ政府は1945年6月1日にワシントンD.C.に極東諮問委員会（Far Eastern Advisory Commission ; FEAC）を設置することとその付託条項を承認した。これに対しイギリス政府は8月20日、米・英・ソ・中・濠の代表による対日管理理事会の設置を提案したので、8月21日には英・ソ・中三国政府にそれら付託条項を送付して、あわせて同委員会に前記5カ国の他、連合国加盟6か国政府も招請することを提議した。
8月22日、米国は新たに、イギリス（英）・ソビエト連邦（ソ）・中華民国（中）の3か国に対して、降伏文書により日本が負う義務の履行に関する施策の策定等について各国政府に勧告を行うFEACの設置を提案した。しかし、当初ソ中賛成・英反対、のち英中賛成・ソ反対となって、機能を果たさないながらも同年10月以降ソビエト連邦欠席のまま協議が重ねられた。
このことから事実上はSWNCCがマッカーサーに指令を行っており、FEACがSWNCCの「初期対日方針」を承認したのは12月5日である。

## 極東委員会（FEC）
イギリス政府はさらに1945年10月1日、アメリカ政府に対し、FEACをより権限の強いFECに改組するよう求め、極東委員会（英: Far Eastern Commission、略称FEC）付託条項に関し提案をした。マッカーサーはこの動きがあったとき、翌日2日に総司令部に民政局を設置し、4日に近衛文麿国務相と会談したうえ、治安維持法・国防保安法廃止を命令した。米国政府からはマッカーサーの政治顧問としてジョージ・アチソンが来日し、10月8日の近衛アチソン会談では憲法改正に関する12項目が指示されている。
12月に米英ソのモスクワ三国外相会議が行われ、予定されるFECは11カ国（アメリカ、中国、イギリス、ソ連、オーストラリア、カナダ、フランス、オランダ、ニュージーランド、インド、フィリピン）の代表で構成されることが決定した。この外相会議の翌日には、華族制度の解体（天皇制度支配の諸条件の基礎喪失）が宣言された。
なお、FEAC委員は1946年1月30日に訪日しマッカーサーと会談しており、次いでマッカーサーは新憲法に関する松本烝治国務相私案を拒絶し、いわゆるマッカーサー草案（日本国憲法草案）を作成した。
FECに改組を経た第1回会合は、1946年2月26日にアメリカのワシントンD.C.で開かれた。米・英・ソ・中の4か国には拒否権が与えられた。また極東委員会の決定は、アメリカ政府を通じる指令として連合国最高司令官に送られることになっていた。なおかつ緊急時には、極東委員会の決定を待たず、アメリカ政府は「中間指令権」を発動する権限を与えられていたので、アメリカが優越的地位にあった。
FECは、1947年5月3日に施行の日本国憲法について、10月24日に再検討を要請しており、マッカーサー元帥にメッセージを送り憲法再検討問題に関する情報と意見の表明を要請したが、マッカーサーは「日本国民には修正の意向がない」としてこれを拒絶した。そのことから、1949年5月5日の議決により、日本国憲法の運用上の欠陥3点をマッカーサー元帥に通達している。

### 対日理事会
対日理事会は、極東委員会の出先機関として設置された。1946年（昭和21年）4月22日から、1952年（昭和27年）4月まで、隔週で164回の会議が公開で行われた。
メンバーは、アメリカ合衆国、イギリス連邦、ソビエト連邦、中華民国の四ヶ国の代表、議長は連合国軍最高司令官の代理であるアメリカ代表（ジョージ・アチソン、後任のウィリアム・シーボルドが議長を務めた）だった。
FECは、1952年4月、サンフランシスコ平和条約（対日講和条約）の発効により廃止となった。

## 任務
極東委員会の任務は「極東委員会及聨合国対日理事会付託条項」の「甲 極東委員会」項において、
- 日本国が遂行すべき義務の基準作成および審議
- 軍事行動の遂行や領土調整に関して勧告することなかるべし[10]
- 連合国軍最高司令官の占領軍に対する指揮と日本における管理機構の尊重

とされている。
極東国際軍事裁判（東京裁判）では、委員各国から判事を一人ずつ出す権利を持ち、日本国憲法の制定に当たっては、新憲法草案の最終採決には、委員会の承認を必要とするとした決議を採択した。また、労働運動16原則を発表し、労働運動の必要性を保障しつつも、占領政策に影響する運動は禁止し、二・一ゼネスト中止に繋がった。

## 関連文献
- 国務・陸軍・海軍三省間の日本占領管理問題の調整を任務とする三省間調整委員会（略称SWNCC）降伏後に於ける米国の初期の対日方針